# Mujo Tuljković
Mujo Tuljković (Ljubovija, 17 giugno 1979) è un ex cestista bosniaco.

## Carriera
Con la Bosnia ed Erzegovina ha disputato i Campionati europei del 2005.